# Noršinci, Moravske Toplice
Noršinci este o localitate din comuna Moravske Toplice, Slovenia, cu o populație de 244 de locuitori.